# Canton de Baccarat
Le canton de Baccarat est une circonscription électorale française située dans le département de Meurthe-et-Moselle et la région Grand Est.

## Géographie
Ce canton est organisé autour de Baccarat dans l'arrondissement de Lunéville. Son altitude varie de 203 m (Bezange-la-Grande) à 730 m (Bionville).

## Histoire
C'est un ancien canton du département de la Meurthe. Resté français conformément au traité de Francfort de 1871, il a été intégré au nouveau département de Meurthe-et-Moselle.
À la suite de la création du canton de Badonviller par la loi du 8 avril 1879, il a été amputé des communes qui composent aujourd'hui ce canton.
Il a absorbé la commune de Flin qui faisait partie du canton de Gerbéviller.
Par décret du 26 février 2014, le nombre de cantons du département est divisé par deux, avec mise en application aux élections départementales de mars 2015. Le canton de Baccarat est conservé et s'agrandit. Il passe de 20 à 91 communes. Les 51 communes de la communauté de communes de Vezouze en Piémont sont situées dans le canton de Baccarat.

## Représentation

### Conseillers généraux de 1833 à 2015
| Période | Période      | Identité                        | Étiquette          | Qualité                                                                                               |
| ------- | ------------ | ------------------------------- | ------------------ | --- |
| 1833    | 1848         | Pierre-Antoine Godard-Desmarest |                    | Propriétaire et manufacturier (directeur de la cristallerie) à Baccarat                               |
| 1848    | 1852         | Joseph Gridel                   |                    | Propriétaire, notaire, maire de Baccarat                                                              |
| 1852    | 1861         | Jean-Baptiste Brice             |                    | Caissier de la cristallerie de Baccarat                                                               |
| 1861    | 1870         | Emile Aristide Godard-Desmarest |                    | Administrateur de la cristallerie Maire de Baccarat                                                   |
| 1870    | 1895         | Paul Michaut                    | Union des droites  | Administrateur des cristalleries de Baccarat Député (1877-1881) - Maire de Baccarat (1871-avant 1876) |
| 1895    | 1913         | Henri Michaut                   | Républicain rallié | Industriel, administrateur des cristalleries de Baccarat Sénateur de Meurthe-et-Moselle (1920-1932)   |
| 1913    | 1919         | Charles-Emile Voirin            | Rad.               | Ancien entrepreneur de menuiserie à Baccarat, conseiller d'arrondissement                             |
| 1919    | 1936 (décès) | Adrien Michaut                  | Conservateur       | Industriel, président des cristalleries de Baccarat Maire de Baccarat (1880-1895)                     |
| 1936    | 1937         | Henri Thiriet                   | URD                | Retraité - Maire de Baccarat                                                                          |
| 1937    | 1940         | Georges Perrin (1899-1975)      | Rad.ind.           | Commerçant (marchand de vins) - Maire de Glonville                                                    |
|         |              |                                 |                    | |
| 1943    | 1945         | René Cadix (1896-1980)          | ?                  | Maire de Mignéville Nommé conseiller départemental en 1943                                            |
|         |              |                                 |                    | |
| 1945    | 1970         | Georges Perrin                  | Rad.               | Commerçant - Maire de Glonville                                                                       |
| 1970    | 1982         | Yves Cuny                       | Rad. puis MRG      | Journaliste Maire de Bertrichamps                                                                     |
| 1982    | 1994         | Jean-Louis Salaignac            | UDF                | Chef d'entreprise à Baccarat                                                                          |
| 1994    | 2001         | Jean-Marie Fève (1933-2008)     | UDF                | Maire de Baccarat (1965-2001)                                                                         |
| 2001    | 2008         | Michel Jacquel                  | DL                 | Retraité SNCF Maire de Thiaville-sur-Meurthe                                                          |
| 2008    | 2015         | Rose-Marie Falque               | UMP                | Maire d'Azerailles                                                                                    |

### Conseillers d'arrondissement (de 1833 à 1940)
Le canton de Baccarat avait deux conseillers d'arrondissement jusqu'en 1919.
| Période                                  | Période      | Identité                              | Étiquette                    | Qualité |
| ---------------------------------------- | ------------ | ------------------------------------- | ---------------------------- | --- |
| 1833                                     | 1848         | Adrien Michaut                        |                              | Juge de paix à Baccarat                                                                                     |
| 1833                                     | 1848         | Jean Baptiste Toussaint (1796-1858)   |                              | Chimiste, Directeur de la cristallerie de Baccarat                                                          |
|                                          |              |                                       |                              | |
| 1880                                     | 1892         | M. Bastien                            | Conservateur                 | Propriétaire à Hablainville                                                                                 |
| 1892                                     | 1913         | Charles-Émile Voirin                  | Républicain RG               | Architecte, Président du Conseil d'arrondissement                                                           |
| 1892                                     | 1903 (décès) | François Triboulot (1831-1903)        | Droite                       | Rentier à Azerailles                                                                                        |
| 1904                                     | 1910         | Célestin Étienne Vessière (1839-1914) | Républicain Antibloc Libéral | Commandant, propriétaire à Deneuvre                                                                         |
| 1913                                     | 1919         | Joseph Rauch                          | Radical                      | Brasseur à Baccarat                                                                                         |
| 1919                                     | 1925 (décès) | Eugène Charles Homassel               |                              | Commerçant à Baccarat                                                                                       |
| 1925                                     | 1940         | Eugène Liengey                        | RG                           | Cultivateur, maire de Mignéville                                                                            |
| 1940                                     |              |                                       |                              | Les conseils d'arrondissement ont été suspendus par la loi du 12 octobre 1940 et n'ont jamais été réactivés |
| Les données manquantes sont à compléter. |              |                                       |                              | |

### Conseillers départementaux à partir de 2015
| Période élective | Période élective | Mandat | Mandat   | Identité          | Nuance | Nuance | Qualité |
| ---------------- | ---------------- | ------ | -------- | ----------------- | ------ | ------ | --- |
| 2015             | 2021             | 2015   | 2021     | Rose-Marie Falque |        | LR     | Maire d'Azerailles Présidente de l'Association des maires de Meurthe-et-Moselle                                                 |
| 2015             | 2021             | 2015   | 2021     | Michel Marchal    |        | UDI    | Ancien conseiller général du canton d'Arracourt (2004-2015) Maire de Bures jusqu'en 2020 Président de la communauté de communes |
| 2021             | 2028             | 2021   | en cours | Michel Marchal    |        | UDI    | Conseiller sortant |
| 2021             | 2028             | 2021   | en cours | Valérie Payeur    |        | DVD    | Commerçante à Baccarat, suppléante du député LR Thibault Bazin                                                                  |

### Résultats détaillés

#### Élections de mars 2015
À l'issue du 1er tour des élections départementales de 2015, deux binômes sont en ballottage : Pascal Bauche et Jennifer Stephany (FN, 38,41 %) et Rose-Marie Falque et Michel Marchal (UMP, 34,68 %). Le taux de participation est de 55,39 % (11 821 votants sur 21 340 inscrits) contre 48,16 % au niveau départemental et 50,17 % au niveau national.
Au second tour, Rose-Marie Falque et Michel Marchal (UMP) sont élus avec 55,87 % des suffrages exprimés et un taux de participation de 55,57 % (6 109 voix pour 11 849 votants et 21 323 inscrits).

#### Élections de juin 2021
Le premier tour des élections départementales de 2021 est marqué par un très faible taux de participation (33,26 % au niveau national). Dans le canton de Baccarat, ce taux de participation est de 34,67 % (7 225 votants sur 20 837 inscrits) contre 29,74 % au niveau départemental. À l'issue de ce premier tour, deux binômes sont en ballottage : Michel Marchal et Valérie Payeur (Union au centre et à droite, 47,86 %) et Lucien Lejal et Françoise Pelgrin (RN, 34,49 %).
Le second tour des élections est marqué une nouvelle fois par une abstention massive équivalente au premier tour. Les taux de participation sont de 34,36 % au niveau national, 30,76 % dans le département et 34,55 % dans le canton de Baccarat. Michel Marchal et Valérie Payeur (Union au centre et à droite) sont élus avec 62,31 % des suffrages exprimés (4 130 voix pour 7 199 votants et 20 838 inscrits),,. 

## Composition

### Composition avant 2015

Situation du canton de Baccarat dans le département de Meurthe-et-Moselle avant 2015.

Le canton de Baccarat regroupait 20 communes.
| Nom                   | Code Insee | Codepostal | Superficie (km2) | Population (dernière pop. légale) | Densité (hab./km2) |
| --------------------- | ---------- | ---------- | ---------------- | --------------------------------- | ------------------ |
| Baccarat (chef-lieu)  | 54039      | 54120      | 13,53            | 4 512 (2012)                      | 333                |
| Azerailles            | 54038      | 54122      | 14,00            | 820 (2012)                        | 59                 |
| Bertrichamps          | 54065      | 54120      | 19,66            | 1 086 (2012)                      | 55                 |
| Brouville             | 54101      | 54120      | 9,70             | 128 (2012)                        | 13                 |
| Deneuvre              | 54154      | 54120      | 9,70             | 529 (2012)                        | 55                 |
| Flin                  | 54199      | 54122      | 11,64            | 384 (2012)                        | 33                 |
| Fontenoy-la-Joûte     | 54201      | 54122      | 10,89            | 273 (2012)                        | 25                 |
| Gélacourt             | 54217      | 54120      | 4,78             | 169 (2012)                        | 35                 |
| Glonville             | 54229      | 54122      | 18,58            | 348 (2012)                        | 19                 |
| Hablainville          | 54243      | 54120      | 7,59             | 215 (2012)                        | 28                 |
| Lachapelle            | 54287      | 54120      | 10,17            | 267 (2012)                        | 26                 |
| Merviller             | 54365      | 54120      | 12,40            | 375 (2012)                        | 30                 |
| Mignéville            | 54368      | 54540      | 6,44             | 185 (2012)                        | 29                 |
| Montigny              | 54377      | 54540      | 6,11             | 139 (2012)                        | 23                 |
| Pettonville           | 54422      | 54120      | 2,92             | 61 (2012)                         | 21                 |
| Reherrey              | 54450      | 54120      | 5,87             | 127 (2012)                        | 22                 |
| Thiaville-sur-Meurthe | 54519      | 54120      | 4,47             | 513 (2012)                        | 115                |
| Vacqueville           | 54539      | 54540      | 9,96             | 259 (2012)                        | 26                 |
| Vaxainville           | 54555      | 54120      | 3,59             | 90 (2012)                         | 25                 |
| Veney                 | 54560      | 54540      | 3,45             | 56 (2012)                         | 16                 |

### Composition depuis 2015
Le canton compte désormais quatre-vingt-onze communes.
| Nom                              | Code Insee | Intercommunalité                         | Superficie (km2) | Population (dernière pop. légale) | Densité (hab./km2) | Modifier                                    |
| -------------------------------- | ---------- | ---------------------------------------- | ---------------- | --------------------------------- | ------------------ | ------------------------------------------- |
| Baccarat (bureau centralisateur) | 54039      | CC du Territoire de Lunéville à Baccarat | 13,53            | 4 107 (2022)                      | 304                | modifier les données · modifier les données |
| Amenoncourt                      | 54013      | CC de Vezouze en Piémont                 | 7,23             | 87 (2022)                         | 12                 | modifier les données · modifier les données |
| Ancerviller                      | 54014      | CC de Vezouze en Piémont                 | 12,34            | 247 (2022)                        | 20                 | modifier les données · modifier les données |
| Angomont                         | 54017      | CC de Vezouze en Piémont                 | 17,28            | 75 (2022)                         | 4,3                | modifier les données · modifier les données |
| Arracourt                        | 54023      | CC du Pays du Sânon                      | 17,41            | 252 (2022)                        | 14                 | modifier les données · modifier les données |
| Athienville                      | 54026      | CC du Pays du Sânon                      | 12,96            | 167 (2022)                        | 13                 | modifier les données · modifier les données |
| Autrepierre                      | 54030      | CC de Vezouze en Piémont                 | 7,75             | 77 (2022)                         | 9,9                | modifier les données · modifier les données |
| Avricourt                        | 54035      | CC de Vezouze en Piémont                 | 2,25             | 390 (2022)                        | 173                | modifier les données · modifier les données |
| Azerailles                       | 54038      | CC du Territoire de Lunéville à Baccarat | 14,00            | 770 (2022)                        | 55                 | modifier les données · modifier les données |
| Badonviller                      | 54040      | CC de Vezouze en Piémont                 | 21,95            | 1 533 (2022)                      | 70                 | modifier les données · modifier les données |
| Barbas                           | 54044      | CC de Vezouze en Piémont                 | 7,33             | 202 (2022)                        | 28                 | modifier les données · modifier les données |
| Bathelémont                      | 54050      | CC du Pays du Sânon                      | 6,60             | 69 (2022)                         | 10                 | modifier les données · modifier les données |
| Bénaménil                        | 54061      | CC du Territoire de Lunéville à Baccarat | 9,38             | 590 (2022)                        | 63                 | modifier les données · modifier les données |
| Bertrambois                      | 54064      | CC de Vezouze en Piémont                 | 18,46            | 318 (2022)                        | 17                 | modifier les données · modifier les données |
| Bertrichamps                     | 54065      | CC du Territoire de Lunéville à Baccarat | 19,66            | 1 067 (2022)                      | 54                 | modifier les données · modifier les données |
| Bezange-la-Grande                | 54071      | CC du Pays du Sânon                      | 17,24            | 166 (2022)                        | 9,6                | modifier les données · modifier les données |
| Bionville                        | 54075      | CA de Saint-Dié-des-Vosges               | 12,14            | 114 (2022)                        | 9,4                | modifier les données · modifier les données |
| Blâmont                          | 54077      | CC de Vezouze en Piémont                 | 7,41             | 1 046 (2022)                      | 141                | modifier les données · modifier les données |
| Blémerey                         | 54078      | CC de Vezouze en Piémont                 | 3,82             | 54 (2022)                         | 14                 | modifier les données · modifier les données |
| Bréménil                         | 54097      | CC de Vezouze en Piémont                 | 5,60             | 94 (2022)                         | 17                 | modifier les données · modifier les données |
| Brouville                        | 54101      | CC du Territoire de Lunéville à Baccarat | 9,70             | 121 (2022)                        | 12                 | modifier les données · modifier les données |
| Bures                            | 54106      | CC du Pays du Sânon                      | 5,74             | 65 (2022)                         | 11                 | modifier les données · modifier les données |
| Buriville                        | 54107      | CC de Vezouze en Piémont                 | 11,44            | 71 (2022)                         | 6,2                | modifier les données · modifier les données |
| Chazelles-sur-Albe               | 54124      | CC de Vezouze en Piémont                 | 3,39             | 49 (2022)                         | 14                 | modifier les données · modifier les données |
| Chenevières                      | 54125      | CC du Territoire de Lunéville à Baccarat | 4,54             | 477 (2022)                        | 105                | modifier les données · modifier les données |
| Cirey-sur-Vezouze                | 54129      | CC de Vezouze en Piémont                 | 16,39            | 1 579 (2022)                      | 96                 | modifier les données · modifier les données |
| Coincourt                        | 54133      | CC du Pays du Sânon                      | 7,99             | 121 (2022)                        | 15                 | modifier les données · modifier les données |
| Deneuvre                         | 54154      | CC du Territoire de Lunéville à Baccarat | 9,70             | 461 (2022)                        | 48                 | modifier les données · modifier les données |
| Domèvre-sur-Vezouze              | 54161      | CC de Vezouze en Piémont                 | 14,78            | 317 (2022)                        | 21                 | modifier les données · modifier les données |
| Domjevin                         | 54163      | CC de Vezouze en Piémont                 | 10,28            | 264 (2022)                        | 26                 | modifier les données · modifier les données |
| Emberménil                       | 54177      | CC de Vezouze en Piémont                 | 14,39            | 240 (2022)                        | 17                 | modifier les données · modifier les données |
| Fenneviller                      | 54191      | CC de Vezouze en Piémont                 | 2,99             | 105 (2022)                        | 35                 | modifier les données · modifier les données |
| Flin                             | 54199      | CC du Territoire de Lunéville à Baccarat | 11,64            | 385 (2022)                        | 33                 | modifier les données · modifier les données |
| Fontenoy-la-Joûte                | 54201      | CC du Territoire de Lunéville à Baccarat | 10,89            | 311 (2022)                        | 29                 | modifier les données · modifier les données |
| Fréménil                         | 54210      | CC de Vezouze en Piémont                 | 3,04             | 223 (2022)                        | 73                 | modifier les données · modifier les données |
| Frémonville                      | 54211      | CC de Vezouze en Piémont                 | 13,65            | 209 (2022)                        | 15                 | modifier les données · modifier les données |
| Gélacourt                        | 54217      | CC du Territoire de Lunéville à Baccarat | 4,78             | 184 (2022)                        | 38                 | modifier les données · modifier les données |
| Glonville                        | 54229      | CC du Territoire de Lunéville à Baccarat | 18,58            | 376 (2022)                        | 20                 | modifier les données · modifier les données |
| Gogney                           | 54230      | CC de Vezouze en Piémont                 | 8,80             | 56 (2022)                         | 6,4                | modifier les données · modifier les données |
| Gondrexon                        | 54233      | CC de Vezouze en Piémont                 | 2,49             | 32 (2022)                         | 13                 | modifier les données · modifier les données |
| Hablainville                     | 54243      | CC du Territoire de Lunéville à Baccarat | 7,59             | 223 (2022)                        | 29                 | modifier les données · modifier les données |
| Halloville                       | 54246      | CC de Vezouze en Piémont                 | 3,93             | 65 (2022)                         | 17                 | modifier les données · modifier les données |
| Harbouey                         | 54251      | CC de Vezouze en Piémont                 | 10,14            | 134 (2022)                        | 13                 | modifier les données · modifier les données |
| Herbéviller                      | 54259      | CC de Vezouze en Piémont                 | 8,12             | 213 (2022)                        | 26                 | modifier les données · modifier les données |
| Igney                            | 54271      | CC de Vezouze en Piémont                 | 4,71             | 113 (2022)                        | 24                 | modifier les données · modifier les données |
| Juvrecourt                       | 54285      | CC du Pays du Sânon                      | 6,11             | 42 (2022)                         | 6,9                | modifier les données · modifier les données |
| Lachapelle                       | 54287      | CC du Territoire de Lunéville à Baccarat | 10,17            | 260 (2022)                        | 26                 | modifier les données · modifier les données |
| Laneuveville-aux-Bois            | 54297      | CC du Territoire de Lunéville à Baccarat | 19,04            | 301 (2022)                        | 16                 | modifier les données · modifier les données |
| Laronxe                          | 54303      | CC du Territoire de Lunéville à Baccarat | 6,83             | 365 (2022)                        | 53                 | modifier les données · modifier les données |
| Leintrey                         | 54308      | CC de Vezouze en Piémont                 | 15,44            | 149 (2022)                        | 9,7                | modifier les données · modifier les données |
| Manonviller                      | 54349      | CC du Territoire de Lunéville à Baccarat | 6,98             | 171 (2022)                        | 24                 | modifier les données · modifier les données |
| Marainviller                     | 54350      | CC du Territoire de Lunéville à Baccarat | 16,99            | 702 (2022)                        | 41                 | modifier les données · modifier les données |
| Merviller                        | 54365      | CC du Territoire de Lunéville à Baccarat | 12,40            | 328 (2022)                        | 26                 | modifier les données · modifier les données |
| Mignéville                       | 54368      | CC de Vezouze en Piémont                 | 6,44             | 173 (2022)                        | 27                 | modifier les données · modifier les données |
| Montigny                         | 54377      | CC de Vezouze en Piémont                 | 6,11             | 151 (2022)                        | 25                 | modifier les données · modifier les données |
| Montreux                         | 54381      | CC de Vezouze en Piémont                 | 3,69             | 52 (2022)                         | 14                 | modifier les données · modifier les données |
| Mouacourt                        | 54388      | CC du Pays du Sânon                      | 8,50             | 75 (2022)                         | 8,8                | modifier les données · modifier les données |
| Neufmaisons                      | 54396      | CC de Vezouze en Piémont                 | 21,63            | 212 (2022)                        | 9,8                | modifier les données · modifier les données |
| Neuviller-lès-Badonviller        | 54398      | CC de Vezouze en Piémont                 | 5,75             | 92 (2022)                         | 16                 | modifier les données · modifier les données |
| Nonhigny                         | 54401      | CC de Vezouze en Piémont                 | 5,75             | 134 (2022)                        | 23                 | modifier les données · modifier les données |
| Ogéviller                        | 54406      | CC de Vezouze en Piémont                 | 3,54             | 279 (2022)                        | 79                 | modifier les données · modifier les données |
| Parroy                           | 54418      | CC du Pays du Sânon                      | 17,65            | 179 (2022)                        | 10                 | modifier les données · modifier les données |
| Parux                            | 54419      | CC de Vezouze en Piémont                 | 4,38             | 72 (2022)                         | 16                 | modifier les données · modifier les données |
| Petitmont                        | 54421      | CC de Vezouze en Piémont                 | 17,60            | 307 (2022)                        | 17                 | modifier les données · modifier les données |
| Pettonville                      | 54422      | CC du Territoire de Lunéville à Baccarat | 2,92             | 66 (2022)                         | 23                 | modifier les données · modifier les données |
| Pexonne                          | 54423      | CC de Vezouze en Piémont                 | 13,43            | 330 (2022)                        | 25                 | modifier les données · modifier les données |
| Pierre-Percée                    | 54427      | CA de Saint-Dié-des-Vosges               | 9,93             | 96 (2022)                         | 9,7                | modifier les données · modifier les données |
| Raon-lès-Leau                    | 54443      | CA de Saint-Dié-des-Vosges               | 1,31             | 39 (2022)                         | 30                 | modifier les données · modifier les données |
| Réchicourt-la-Petite             | 54446      | CC du Pays du Sânon                      | 5,50             | 63 (2022)                         | 11                 | modifier les données · modifier les données |
| Réclonville                      | 54447      | CC de Vezouze en Piémont                 | 2,96             | 70 (2022)                         | 24                 | modifier les données · modifier les données |
| Reherrey                         | 54450      | CC du Territoire de Lunéville à Baccarat | 5,87             | 152 (2022)                        | 26                 | modifier les données · modifier les données |
| Reillon                          | 54452      | CC de Vezouze en Piémont                 | 4,39             | 73 (2022)                         | 17                 | modifier les données · modifier les données |
| Remoncourt                       | 54457      | CC de Vezouze en Piémont                 | 6,68             | 41 (2022)                         | 6,1                | modifier les données · modifier les données |
| Repaix                           | 54458      | CC de Vezouze en Piémont                 | 4,86             | 109 (2022)                        | 22                 | modifier les données · modifier les données |
| Saint-Clément                    | 54472      | CC du Territoire de Lunéville à Baccarat | 16,47            | 850 (2022)                        | 52                 | modifier les données · modifier les données |
| Saint-Martin                     | 54480      | CC de Vezouze en Piémont                 | 4,87             | 54 (2022)                         | 11                 | modifier les données · modifier les données |
| Saint-Maurice-aux-Forges         | 54481      | CC de Vezouze en Piémont                 | 3,30             | 100 (2022)                        | 30                 | modifier les données · modifier les données |
| Saint-Sauveur                    | 54488      | CC de Vezouze en Piémont                 | 19,16            | 40 (2022)                         | 2,1                | modifier les données · modifier les données |
| Sainte-Pôle                      | 54484      | CC de Vezouze en Piémont                 | 5,69             | 179 (2022)                        | 31                 | modifier les données · modifier les données |
| Tanconville                      | 54512      | CC de Vezouze en Piémont                 | 4,09             | 106 (2022)                        | 26                 | modifier les données · modifier les données |
| Thiaville-sur-Meurthe            | 54519      | CC du Territoire de Lunéville à Baccarat | 4,47             | 595 (2022)                        | 133                | modifier les données · modifier les données |
| Thiébauménil                     | 54520      | CC du Territoire de Lunéville à Baccarat | 3,87             | 383 (2022)                        | 99                 | modifier les données · modifier les données |
| Vacqueville                      | 54539      | CC du Territoire de Lunéville à Baccarat | 9,96             | 222 (2022)                        | 22                 | modifier les données · modifier les données |
| Val-et-Châtillon                 | 54540      | CC de Vezouze en Piémont                 | 18,57            | 557 (2022)                        | 30                 | modifier les données · modifier les données |
| Vaucourt                         | 54551      | CC de Vezouze en Piémont                 | 6,29             | 62 (2022)                         | 9,9                | modifier les données · modifier les données |
| Vaxainville                      | 54555      | CC du Territoire de Lunéville à Baccarat | 3,59             | 84 (2022)                         | 23                 | modifier les données · modifier les données |
| Vého                             | 54556      | CC de Vezouze en Piémont                 | 7,74             | 111 (2022)                        | 14                 | modifier les données · modifier les données |
| Veney                            | 54560      | CC du Territoire de Lunéville à Baccarat | 3,45             | 53 (2022)                         | 15                 | modifier les données · modifier les données |
| Verdenal                         | 54562      | CC de Vezouze en Piémont                 | 6,54             | 124 (2022)                        | 19                 | modifier les données · modifier les données |
| Xousse                           | 54600      | CC de Vezouze en Piémont                 | 6,13             | 113 (2022)                        | 18                 | modifier les données · modifier les données |
| Xures                            | 54601      | CC du Pays du Sânon                      | 6,98             | 92 (2022)                         | 13                 | modifier les données · modifier les données |
| Canton de Baccarat               | 5401       |                                          | 838,05           | 26 627 (2022)                     | 32                 | modifier les données                        |

## Démographie

### Démographie avant 2015
| 1962   | 1968   | 1975   | 1982   | 1990   | 1999   | 2006   | 2011   | 2012   |
| ------ | ------ | ------ | ------ | ------ | ------ | ------ | ------ | ------ |
| 11 740 | 11 415 | 11 021 | 10 842 | 10 648 | 10 592 | 10 615 | 10 585 | 10 536 |

### Démographie depuis 2015
En 2022, le canton comptait 26 627 habitants, en évolution de −2,8 % par rapport à 2016 (Meurthe-et-Moselle : −0,13 %, France hors Mayotte : +2,11 %).
| 2013   | 2018   | 2022   |
| ------ | ------ | ------ |
| 27 532 | 27 063 | 26 627 |